# 大刀洗村
大刀洗村（たちあらいむら）は、福岡県三井郡にあった村。現在の三井郡大刀洗町の一部。

## 地理
筑後川の右岸に位置していた。
- 河川：大刀洗川[1]

## 歴史

### 沿革
- 1889年（明治22年）4月1日 - 町村制の施行により、御原郡高樋村、上高橋村、今村、鵜木村、山隈村（一部、今隈名・花立名を除く）、下高橋村が合併して村制施行し、大刀洗村が発足[1][2]。
- 1896年（明治29年）4月1日 - 郡の統合により三井郡に所属[1][3]。
- 1955年（昭和30年）3月31日 - 三井郡本郷村、大堰村と合併し、町制施行して大刀洗町を新設して廃止された[1][2]

### 地名の由来
- 正平年間、大保原合戦（筑後川の戦い）で菊池武光が刀の血を小川で洗った故事による[1]。

## 日本陸軍施設
- 大刀洗陸軍飛行場（1919年完成）[1]

## 交通

### 鉄道
- 1939年（昭和14年）- 国鉄甘木線（現甘木鉄道甘木線）が開通[1]。

## 教育

### 小学校
- 1895年（明治28年）- 大刀洗第一小学校、大刀洗第二小学校開設[1]。
- 1910年（明治43年）- 上記二校を統合し大刀洗尋常高等小学校開校[1]。